# Konstantin Semykin
Konstantin Semykin (né le 26 mai 1960) est un athlète soviétique, spécialiste du saut en longueur.
Il bat son record personnel en 8,38 m pour remporter la médaille d'or aux Jeux de l'Amitié à Moscou en 1984, devançant d'un cm Jaime Jefferson.